# Strawberry Fields

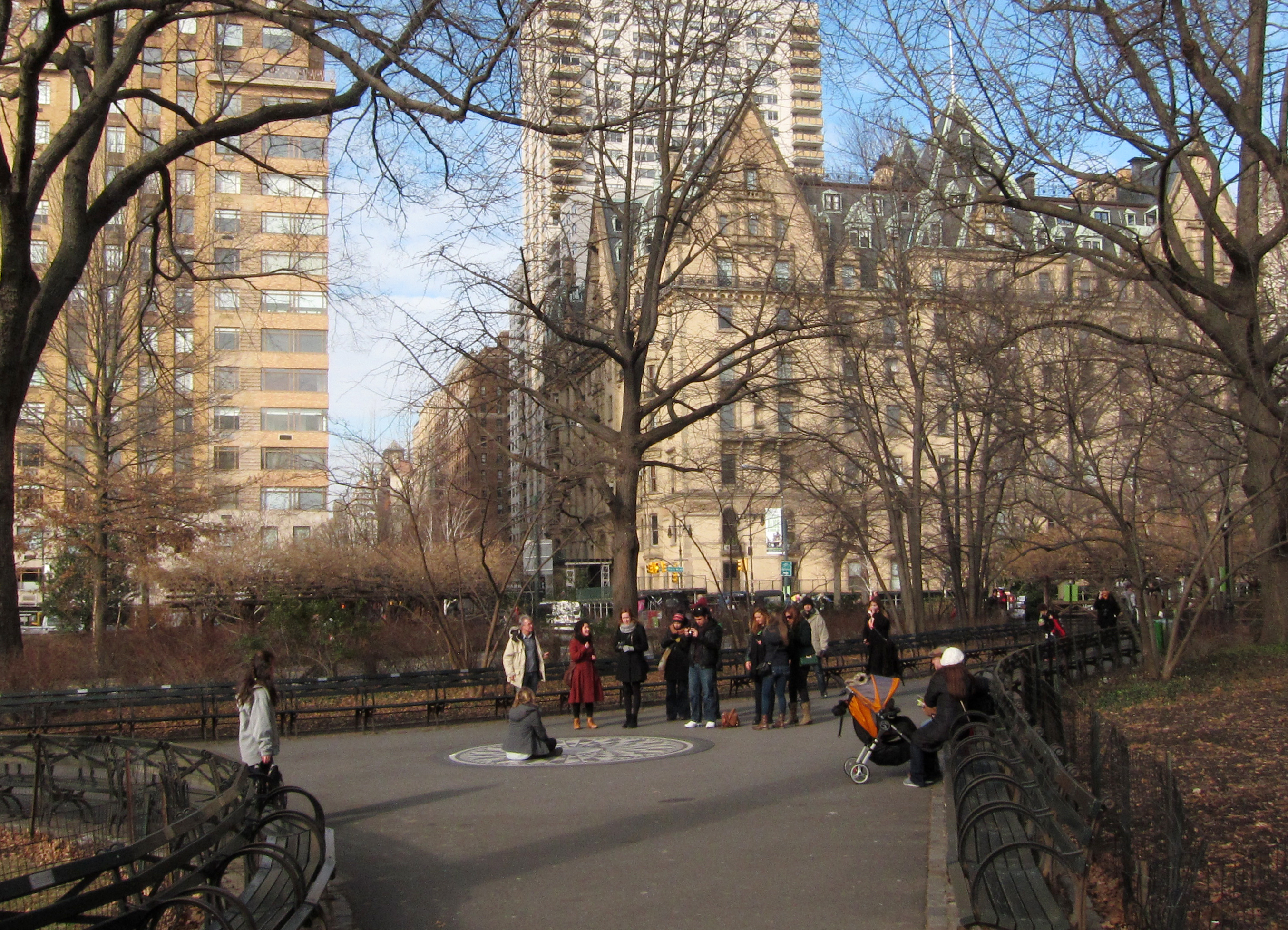
Strawberry Fields ở Công viên Trung tâm, đằng sau là tòa nhà Dakota

Strawberry Fields (tạm dịch: Cánh đồng dâu tây) là một khu tưởng niệm ở Công viên Trung tâm (Central Park) của thành phố New York, rộng khoảng 1 ha.
Sau cái chết của John Lennon, Yoko Ono thiết kế một khu vực nhỏ ở Công viên Trung tâm đó là dành riêng cho anh, đặt tên theo bài hát Strawberry Fields Forever. Lối vào khu tưởng niệm này ở 72nd Street West và Eighth Avenue (Central Park West), gần tòa nhà Dakota, nơi ở cũ và cũng là nơi Lennon bị ám sát. Lễ khánh thành diễn ra vào ngày 09 tháng 10 năm 1985, vào ngày đó Lennon đã có thể mừng 45 tuổi. Điểm nhấn của Strawberry Fields là một ô tròn khảm với đá màu đen và trắng, được thiết kế bởi Yoko Ono, theo phong cách "vỉa hè Bồ Đào Nha". Ở giữa là tên bài hát bất hủ của John Lennon: Imagine. Đây là một món quà từ thành phố Naples, Ý và Yoko Ono cũng đã đóng góp trên 1 triệu đô-la Mỹ cho phần kiến tạo cảnh quan và các khoản bảo trì. Nhân dịp sinh nhật lần thứ 70 của ông, một tấm bảng đã được khánh thành vào ngày 9 tháng 10 năm 2010, có ghi tên 121 quốc gia đã ủng hộ ý tưởng đài tưởng niệm vì hòa bình (Garden of Peace = Vườn Hòa bình) vào năm 1985, và một câu hát trong bài hát Imagine: 
"Imagine all the people living life in peace...John Lennon "
(Hãy tưởng tượng tất cả mọi người đều đang sống trong hòa bình... John Lennon)
Khu tưởng niệm thường được bao phủ bởi hoa, nến, và các vật dụng khác được để lại bởi người hâm mộ của Lennon. Vào ngày sinh nhật của Lennon (9 tháng 10) và vào dịp kỷ niệm ngày mất của ông (08 tháng 12) mỗi năm đều có đông người tụ tập ở đây để hát bài hát và vinh danh. Tụ họp cũng diễn ra vào các ngày kỷ niệm ngày sinh nhật của các thành viên khác của The Beatles.

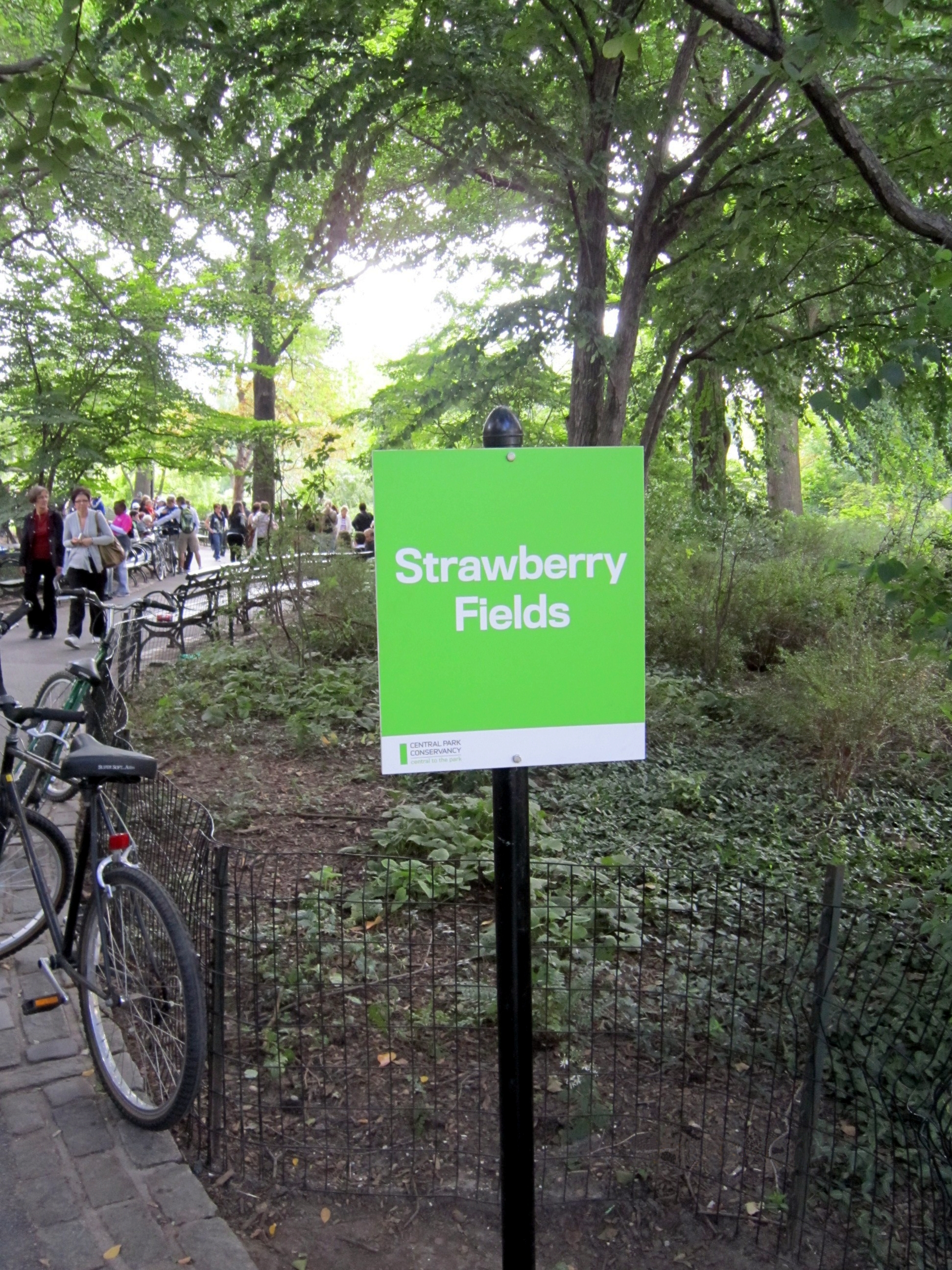
Biển báo tại Central Park ở khu vực này
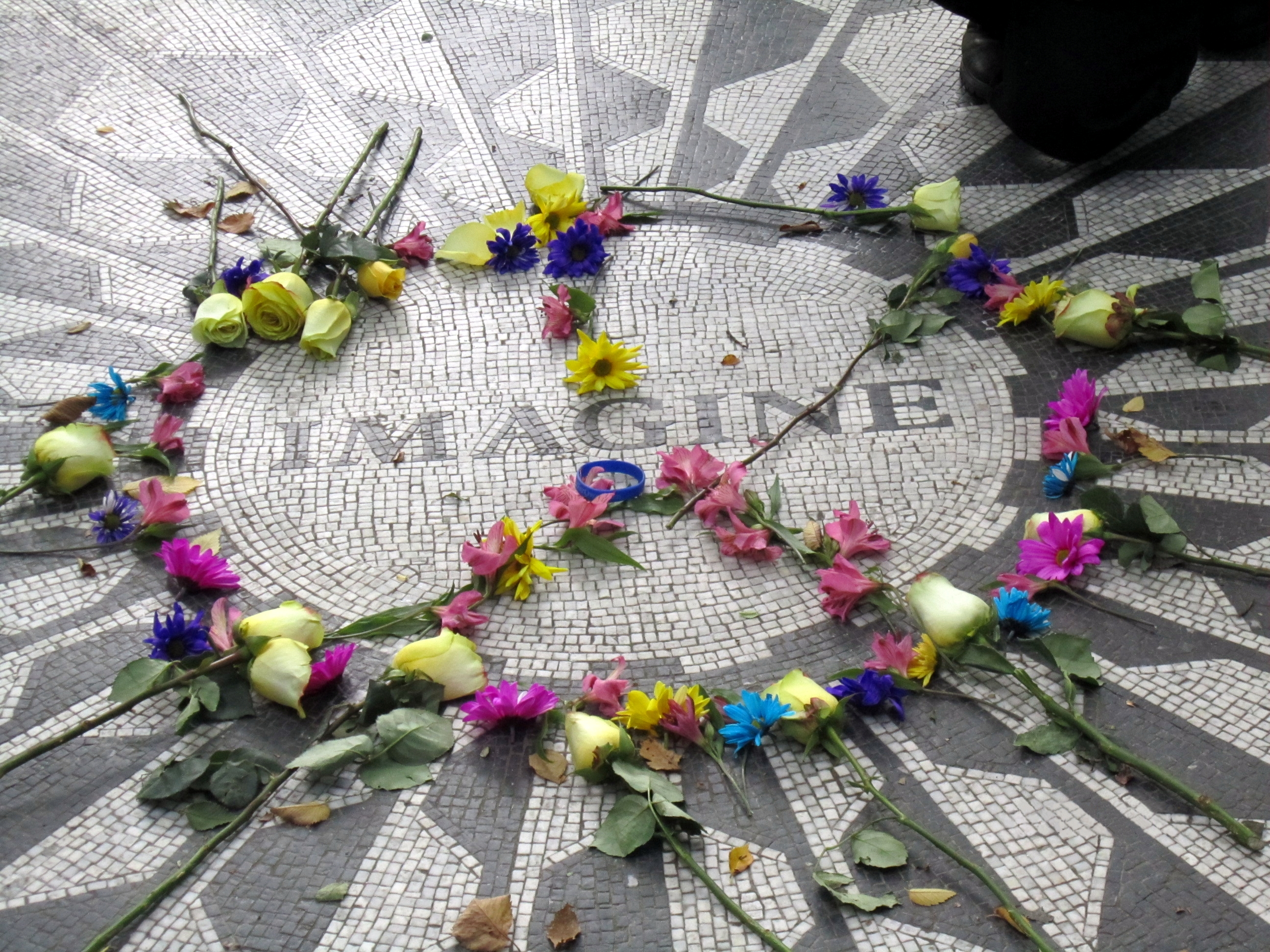
Đá khảm Imagine
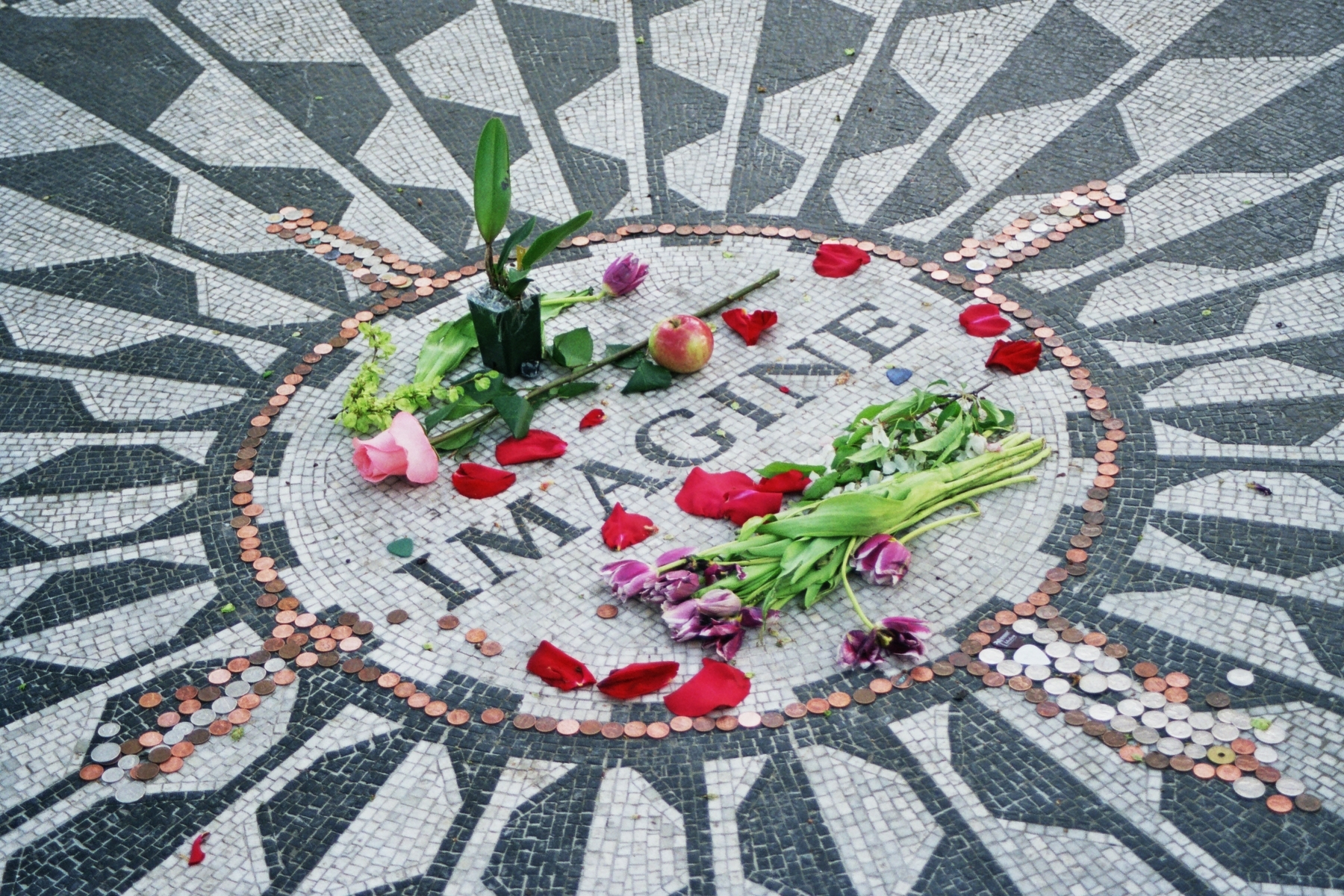
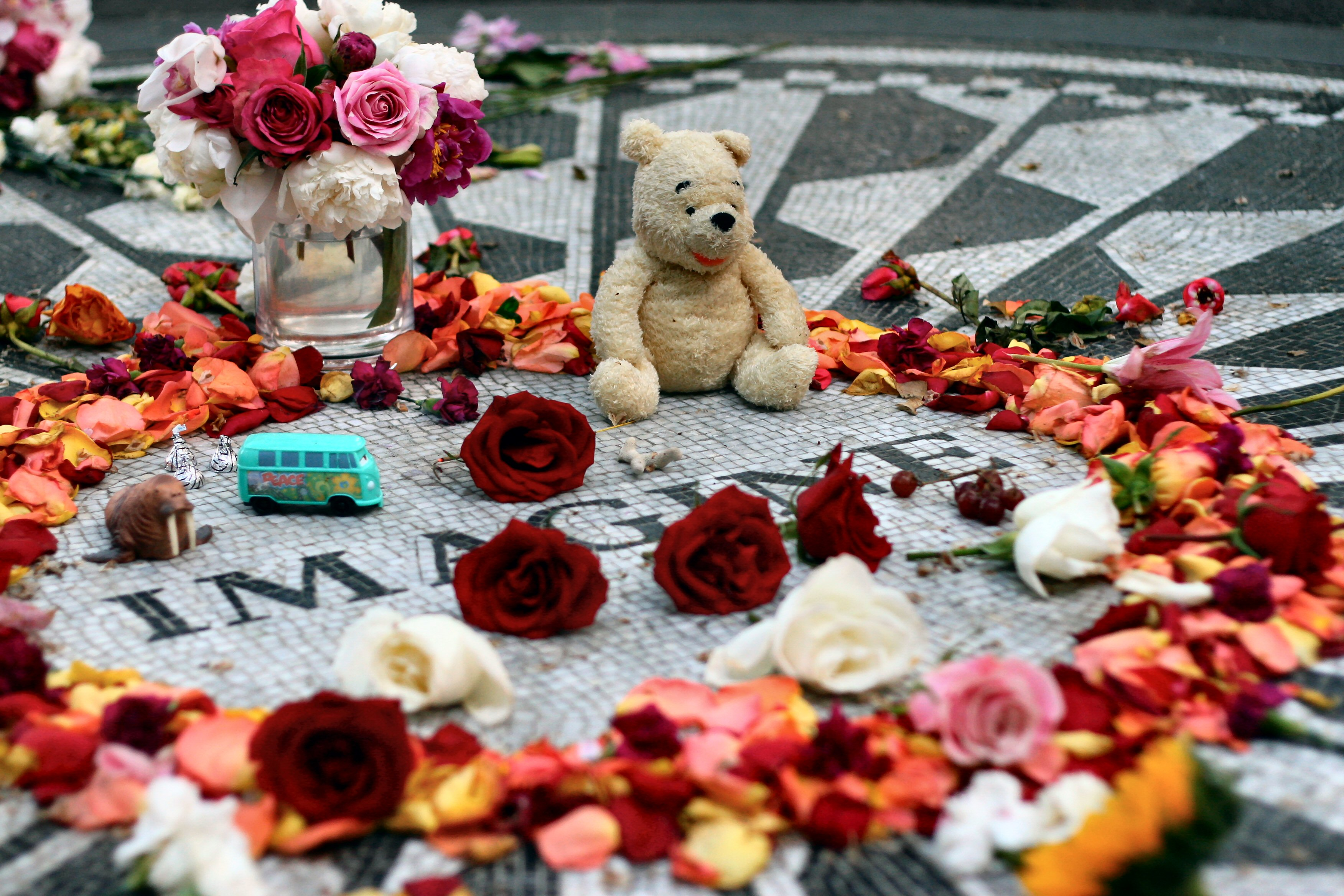
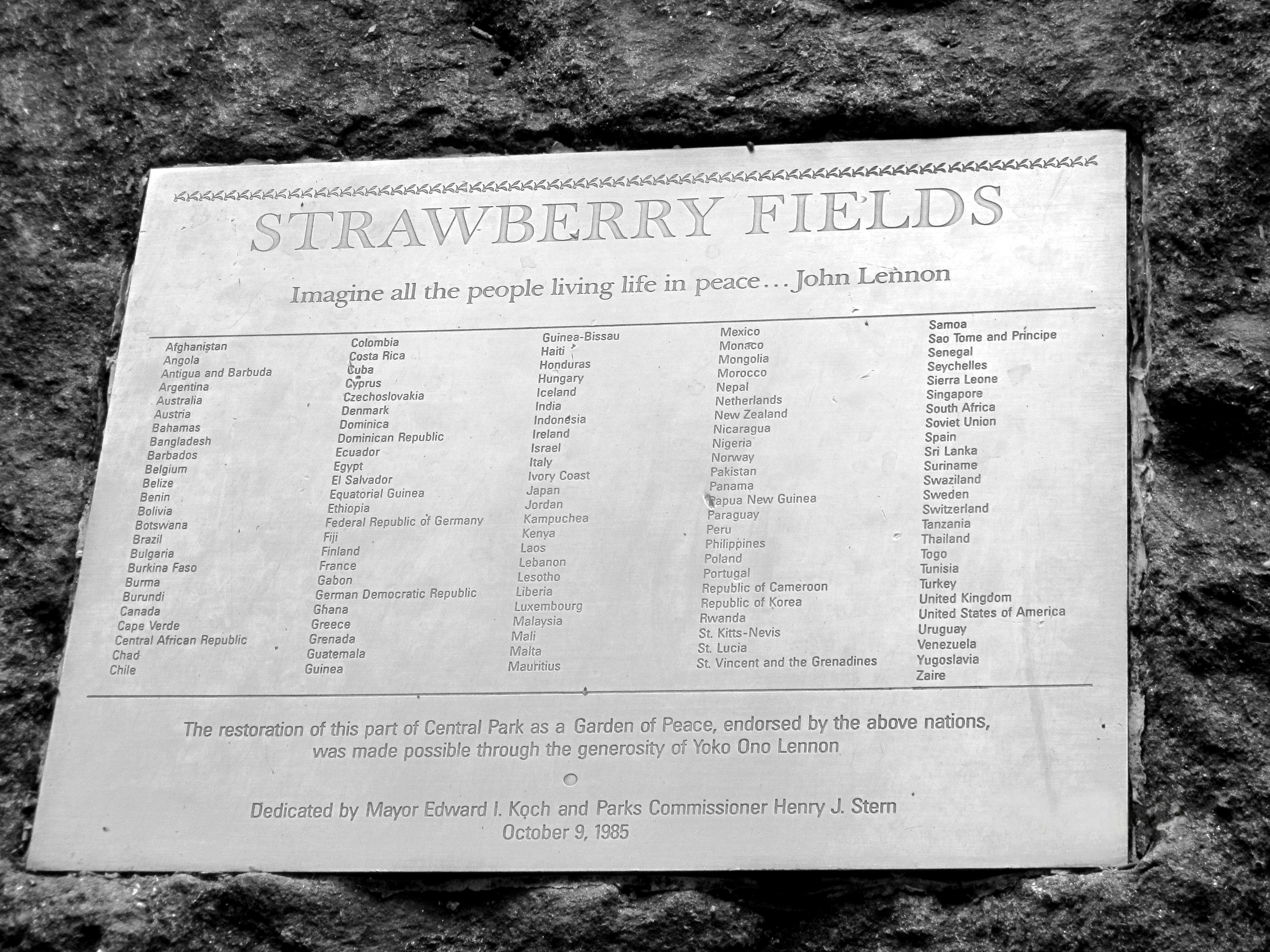
Bảng với tên 121 quốc gia
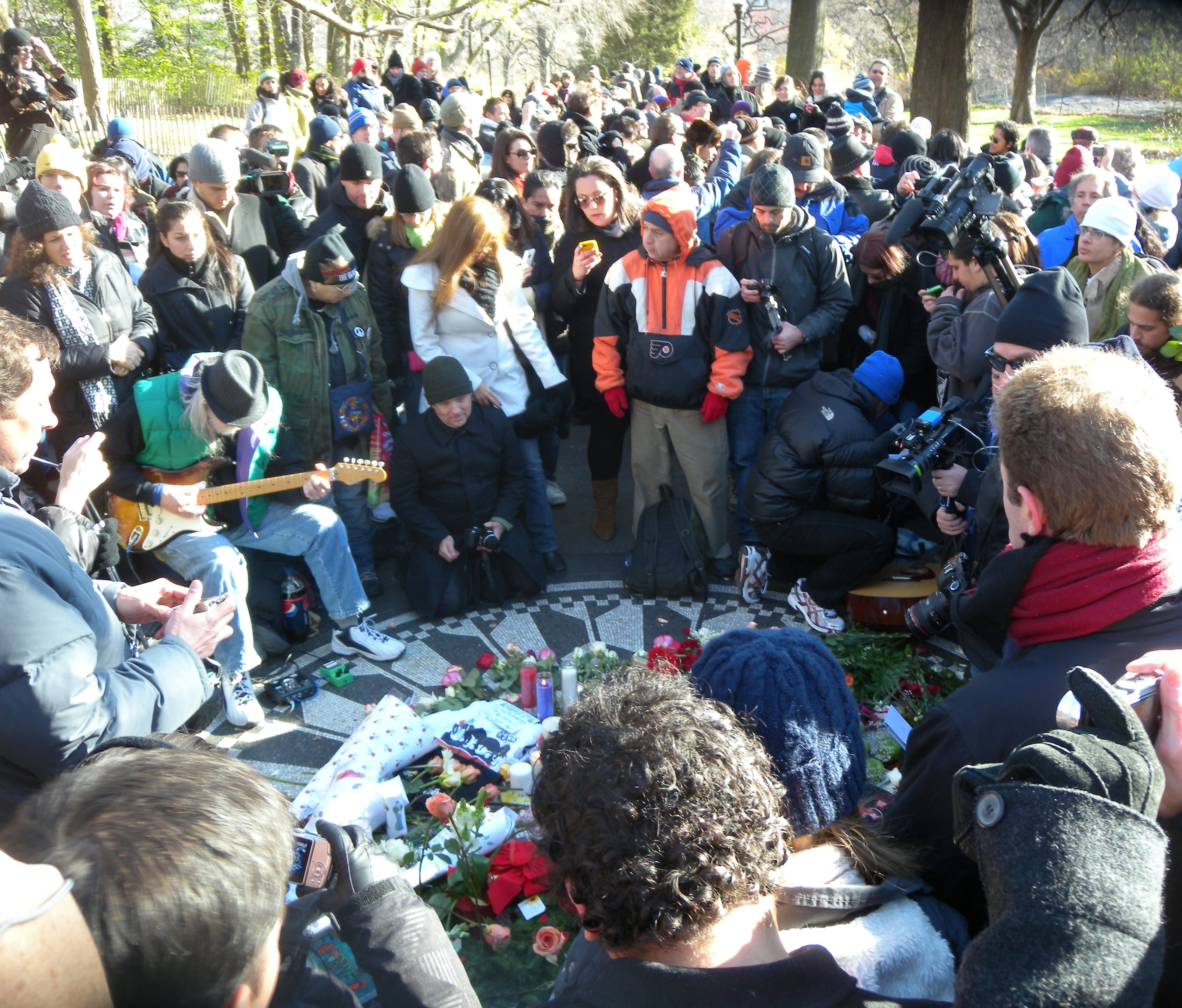
Vào ngày giỗ thứ 30 của John Lennon, năm 2010